# Gomeisa

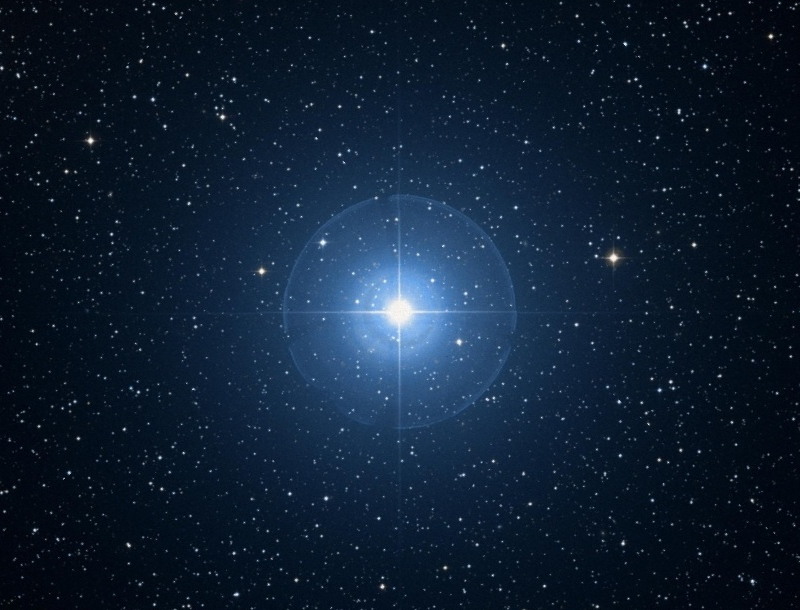
Gomeisa

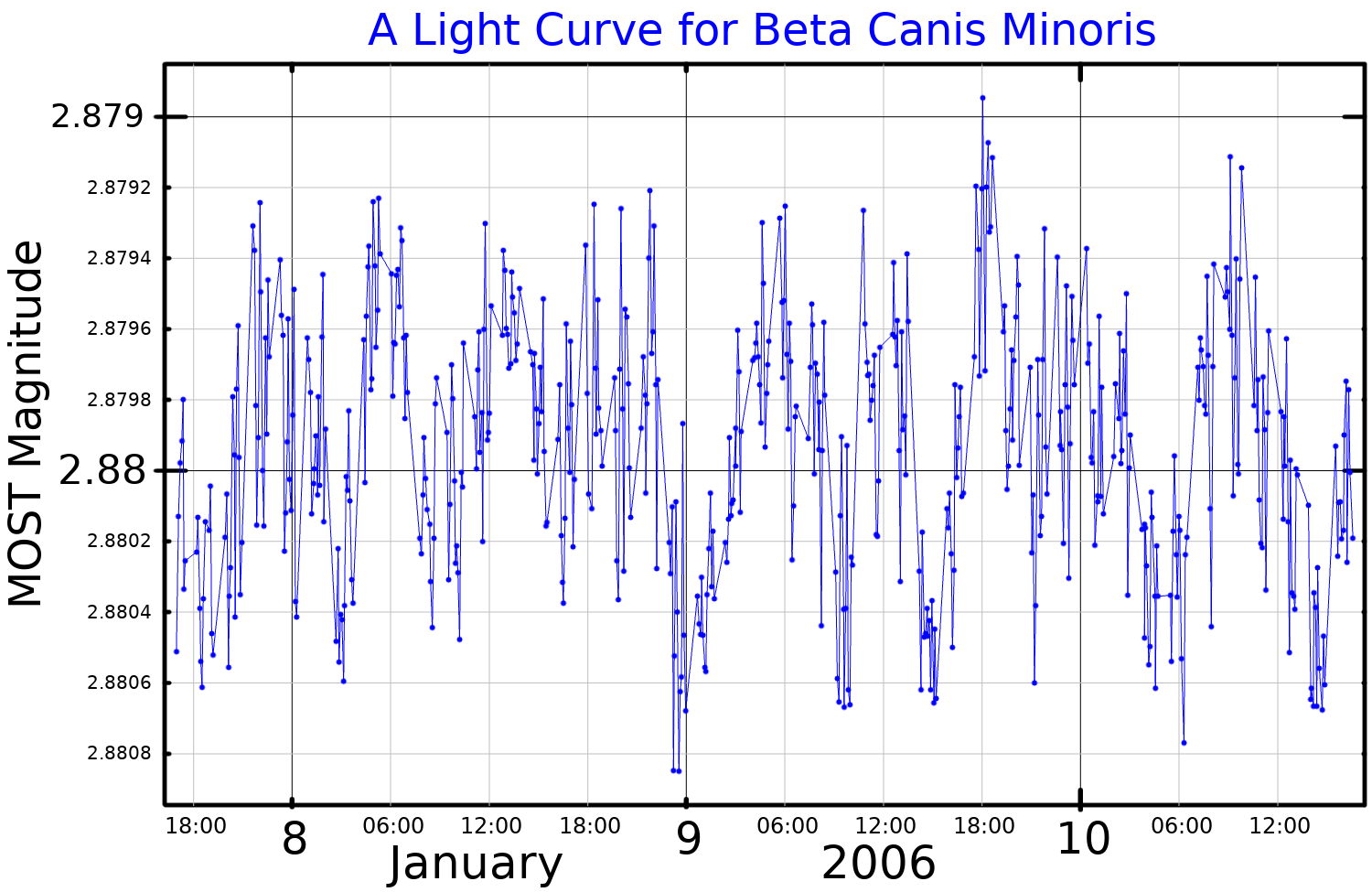
Lichtkromme van Gomeisa

Gomeisa (beta Canis Minoris) is een heldere ster in het sterrenbeeld Kleine Hond (Canis Minor).
De ster staat ook bekend als Algomeyla en Gomeiza.